# Episodi di The DuPont Show of the Month (quarta stagione)
La quarta stagione della serie televisiva The DuPont Show of the Month è andata in onda negli Stati Uniti dal 30 settembre 1960 al 21 marzo 1961 sulla CBS.
| nº | Titolo originale        | Prima TV USA      |
| -- | ----------------------- | ----------------- |
| 1  | Men in White            | 30 settembre 1960 |
| 2  | Those Ragtime Years     | 18 ottobre 1960   |
| 3  | Heaven Can Wait         | 16 novembre 1960  |
| 4  | The Scarlet Pimpernel   | 18 dicembre 1960  |
| 5  | The Prisoner of Zenda   | 18 gennaio 1961   |
| 6  | The Lincoln Murder Case | 18 febbraio 1961  |
| 7  | The Night of the Storm  | 21 marzo 1961     |

## Men in White
- Prima televisiva: 30 settembre 1960

### Trama
- Guest star: Richard Basehart (dottor George Ferguson), Dina Merrill (Laura Hudson), Lois Smith (Barbara Dennin), Lee J. Cobb (dottor Hochberg), Peggy Feury (infermiera Ryan), Dick Van Patten (dottor Michaelson)

## Those Ragtime Years
- Prima televisiva: 18 ottobre 1960

### Trama
- Guest star: Mae Barnes (se stessa), The Billy B. Quartet (loro stessi), Eubie Blake (se stesso), Hoagy Carmichael (narratore), Wilbur De Paris (Band Leader), Dorothy Loudon (se stessa), Minns and James (loro stessi), Robin Roberts (Robin Roberts), Ralph Sutton (se stesso), Clara Ward (Chorus Leader), Dick Wellstod (se stesso)

## Heaven Can Wait
- Prima televisiva: 16 novembre 1960

### Trama
- Guest star: Elizabeth Ashley, Joey Bishop, Wally Cox, Anthony Franciosa, Arthur Malet, Frank McHugh, Robert Morley, Diana Van der Vlis

## The Scarlet Pimpernel
- Prima televisiva: 18 dicembre 1960

### Trama
- Guest star: Eric Berry, Leonardo Cimino, Reginald Denny (Chauvelin), Richard Easton, William Kerwin, Laurie Main, James O'Hara, Maureen O'Hara (Lady Marguerite Blakeney), Liam Redmond, Michael Rennie (Sir Percy Blakeney), Zachary Scott, William Shatner, Suzanne Storrs (Suzanne deTournay)

## The Prisoner of Zenda
- Prima televisiva: 18 gennaio 1961

### Trama
- Guest star: Roberts Blossom (Gustav), Philip Bosco (Duke Michael), John Call (Customs Officer), Francis Compton (Sir Hubert Whittam), Farley Granger (Rupert of Hentzau), Mark Lenard (Detchard), Rex O'Malley (Chancellor), Christopher Plummer (Rudolf Rassendyll / King Rudolf), Roy Poole (Johann), Inger Stevens (principessa Flavia), James Valentine (Fritz Von Tarlenheim), Nancy Wickwire (Antoinette de Mauban), John Williams (colonnello Sapt)

## The Lincoln Murder Case
- Prima televisiva: 18 febbraio 1961

### Trama
- Guest star: Luther Adler, Drummond Erskine (Abraham Lincoln), House Jameson, Andrew Prine, Alexander Scourby

## The Night of the Storm
- Prima televisiva: 21 marzo 1961

### Trama
- Guest star: Marc Connelly (Mr. Davis), Harrison Dowd (Mr. Charles), Mildred Dunnock (nonna Robedaux), Henderson Forsythe (Terrence), Julie Harris (Julia), Benedict Herrman (Horace, Jr.), Arthur Hughes (Mr. Ritter), Burton Mallory (Mr. Verna), E.G. Marshall (Jim Howard), Dianne Ramey (Beth Ruth), Jo Van Fleet (Callie), Fritz Weaver (Horace, Sr.), Nydia Westman (Mrs. Pendleton), Charles White (Mr. Speed), Barbara Winchester (Miss Lucy)